# Маленки
Маленки (укр. Маленки) — село в Красиловском районе Хмельницкой области Украины.
Население по переписи 2001 года составляло 385 человек. Почтовый индекс — 31032. Телефонный код — 3855. Занимает площадь 2,113 км². Код КОАТУУ — 6822788803.

## Местный совет
31032, Хмельницкая обл., Красиловский р-н, с. Терешки, ул. Ленина